# Howelliella
Howelliella es un género con una especie, Howelliella ovata, de plantas de flores perteneciente a la familia Scrophulariaceae. 
- Datos: Q10298670
- Especies: Howelliella